# 塞氏紋胸鮡
塞氏紋胸鮡，為輻鰭魚綱鯰形目鮡科的其中一種，為熱帶淡水魚類，被IUCN列為易危保育類動物，分布於亞洲印度淡水流域，體長可達90分，棲息在山區急流區底層水域，生活習性不明。

## 扩展阅读
維基物種上的相關：塞氏紋胸鮡